# Chianti (Gebiet)

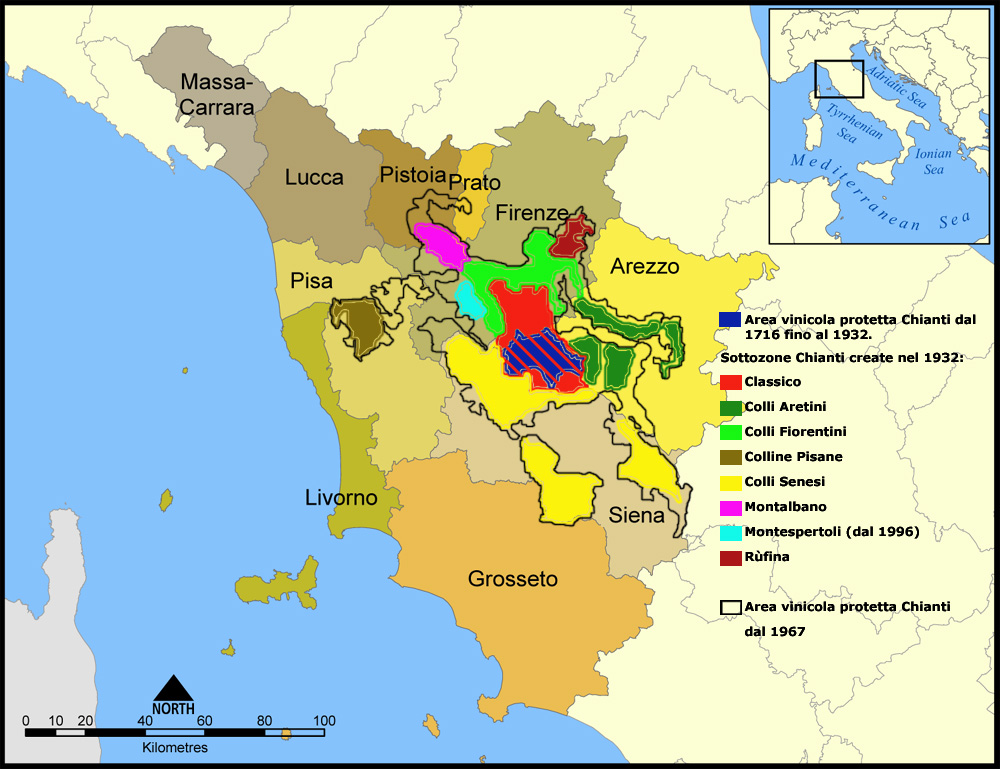
Karte des Chiantigebiets

Das Chianti-Gebiet [ˈkjantigəˌbiːt], auch Colline del Chianti (Chianti-Hügel) oder Monti del Chianti (Chianti-Berge) genannt, ist eine Hügelkette (Gebirgskette) im Zentrum der Toskana, in der schon seit Jahrhunderten Chianti-Wein produziert wird. Das Weinbaugebiet macht ca. ein Drittel der gesamten Toskana aus.

## Geografie
Das Kerngebiet der Hügelkette teilt sich in die Gebiete Chianti fiorentino und Chianti senese auf. Hierbei liegt der fiorentinische Teil am südöstlichen Rand der Metropolitanstadt Florenz und umfasst die Gemeinden Barberino Val d’Elsa, Greve in Chianti, San Casciano in Val di Pesa und Tavarnelle Val di Pesa. Der senesische Teil liegt im Nordosten der Provinz Siena und umfasst Castellina in Chianti, Castelnuovo Berardenga, Gaiole in Chianti, Poggibonsi und Radda in Chianti. Der sogenannte Chianti aretino ist der westliche Teil der Provinz Arezzo zwischen Arno und Chianti und gehört nicht zum Kerngebiet. Ihm gehören die Gemeinden Cavriglia, Bucine, Pergine Valdarno, Montevarchi und San Giovanni Valdarno an. Diese liegen geografisch gesehen im westlichen Valdarno (Arnotal).
Das Chianti-Gebiet umfasst im Westen Teile des Elsatals (Val d’Elsa) und des Pesatals (Val di Pesa), im Norden das Grevetal (Val di Greve), im Osten Teile des Arnotals (Valdarno) und des Ambratals (Val d’Ambra bzw. Valdambra). Im Südosten grenzt der Chianti an die Crete Senesi, im Südwesten an die Montagnola Senese.
In den Hügeln des Chianti entspringen die Flüsse bzw. Torrenti Ambra, Arbia, Bozzone, Greve, Ombrone, Pesa und Staggia. Zudem durchfließt im Westen der Elsa aus Süden und der Montagnola Senese kommend das Gebiet, das im Norden und Nordosten teilweise an den Arno grenzt.
Höchste Erhebung im Chianti-Gebiet ist der Berg Monte San Michele, der im Gemeindegebiet von Greve in Chianti liegt. Er erreicht eine Höhe von 893 Metern.

## Geschichte
Das Gebiet wurde zuerst von den Etruskern und danach von den Römern besiedelt. Beide Kulturen hinterließen viele Spuren – auch, was den Weinbau angeht. Erstmals dokumentiert wurde das Gebiet als Clanti im 8. Jahrhundert. Im Mittelalter kämpften Florenz und Siena um die Vorherrschaft in diesem Gebiet. Der Name "Chianti" (Lega del Chianti) stand ursprünglich für einen Militärbund der Städte Radda, Castellina und Gaiole, der im 13. Jahrhundert entstand. Später wurde der Name auf immer größere Gebiete ausgeweitet. Dörfer und Klöster, Burgen und Festungen wurden in dieser Zeit errichtet, die dann später, als es wieder friedlicher wurde, in Landgüter und Villen umgewandelt wurden. In dieser Zeit fanden umfangreiche Waldrodungen statt, um Olivenhaine und Weinberge anzulegen. Diese Veränderungen brachten wirtschaftliche Erfolge und internationalen Ruhm für die Region.

## Gesamtes Chianti-Gebiet (Weinbau)

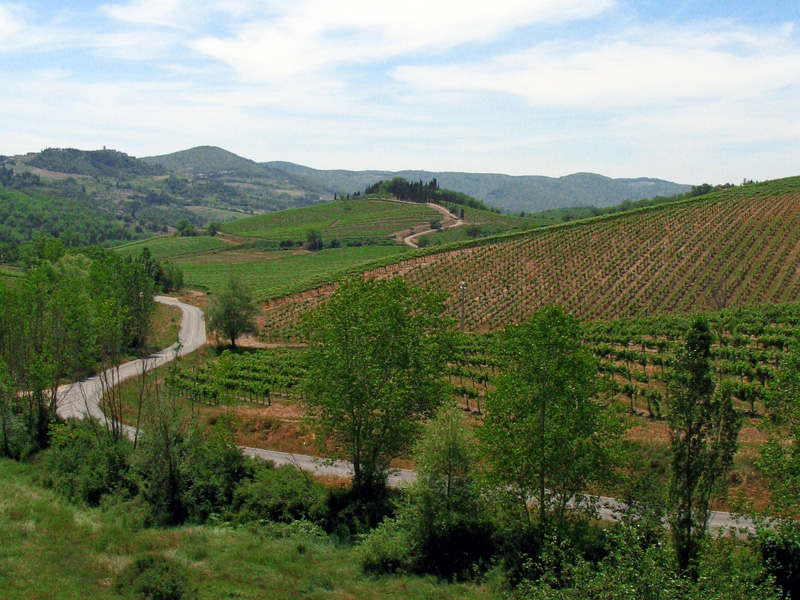
Weinberge bei Radda

Das gesamte Chianti-Gebiet erstreckt sich von Pisa (im Nordwesten) bis Montalcino (im Südosten) und ist offiziell in neun Untergebiete geteilt:
- Chianti Classico (siehe unten)
- Chianti Rufina (um Pontassieve)
- Chianti Colline Pisane (um Pisa)
- Chianti Montalbano (um Carmignano)
- Chianti Colli Fiorentini (um Florenz)
- Chianti Colli Senesi (um Siena)
- Chianti Aretini (um Arezzo)
- Chianti Montespertoli

## Weinbau im Chianti-Classico-Gebiet
Es ist im Norden begrenzt von den Vororten von Florenz, im Osten von den Chianti-Bergen, im Süden von Siena und im Westen von den Tälern der Flüsse Pesa und Elsa. Es ist das Kernland des Chianti-Gebietes. Eine 70 km lange Weinstraße (die „Via Chiantigiana“, SS 222) verbindet die beiden großen Städte und führt durch eine großartige Kulturlandschaft. An der Straße liegen viele bekannte Weinorte aufgereiht wie an einer Perlenkette. Nur ein Zehntel des sehr waldigen Gebiets (insgesamt ca. 70.000 Hektar) wird für Weinbau verwendet. Der Gallo Nero (= „Schwarzer Hahn“) ist das Kennzeichen der Chianti-Classico-Weine. Das Consorzio del Marchio Storico Chianti Classico wacht über die Einhaltung der Regeln für guten Chianti.

## Bekannte Weinorte und Sehenswürdigkeiten (des Chianti-Classico-Gebietes)
- Barberino Val d’Elsa:

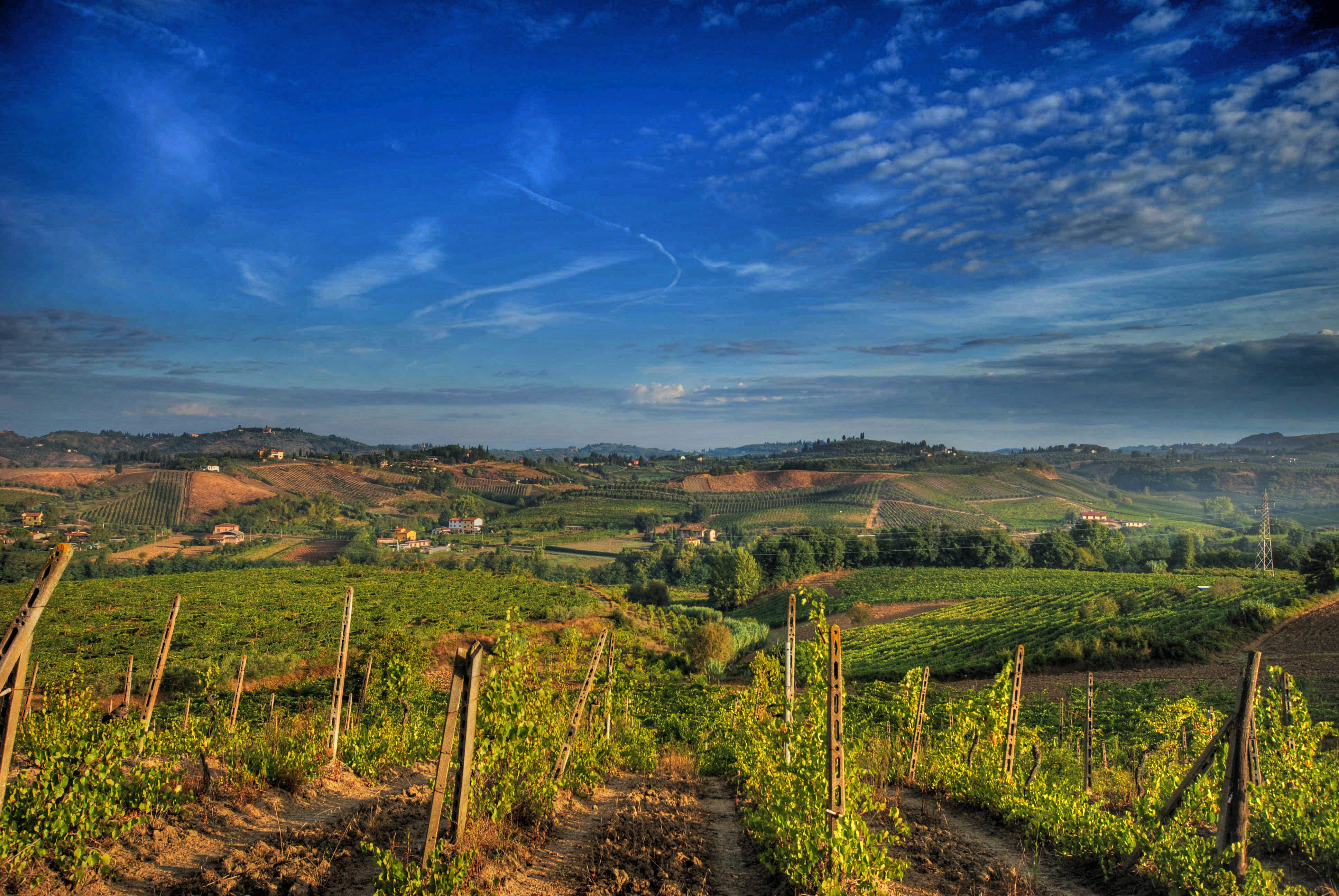
Weinbau im Chianti

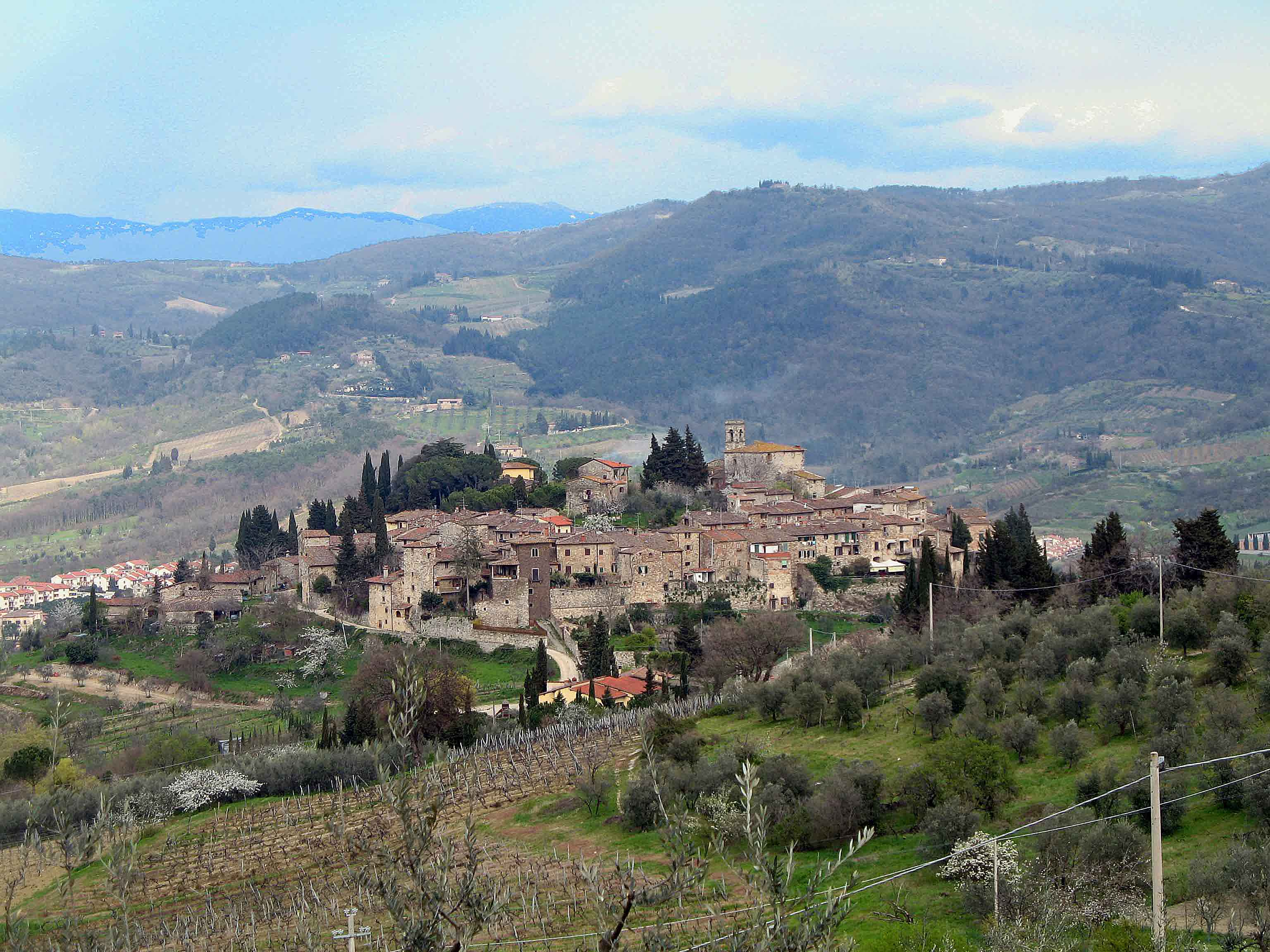
Montefioralle (Greve in Chianti) und die Hügel des Chianti fiorentino

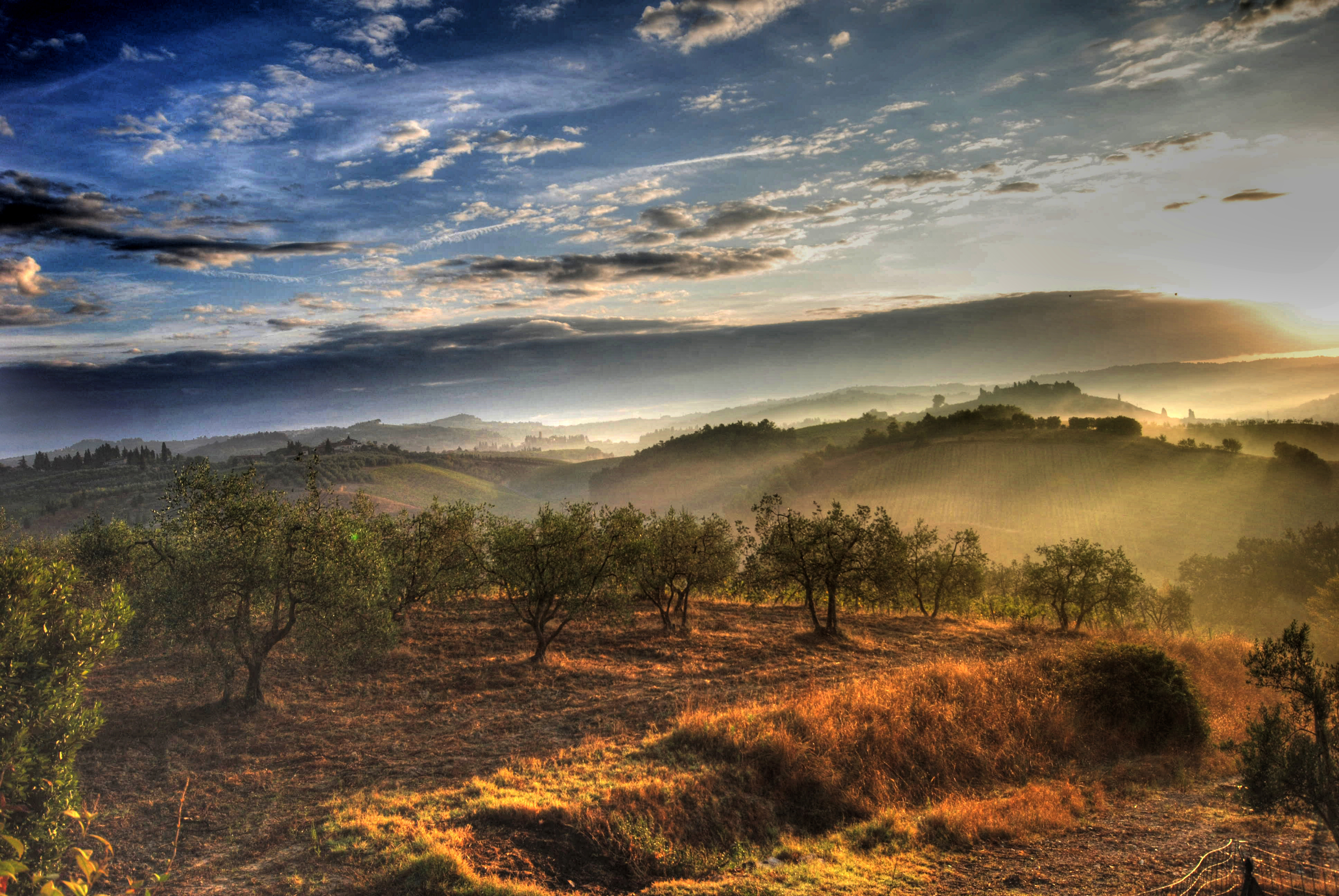
Die Chianti-Hügel im September

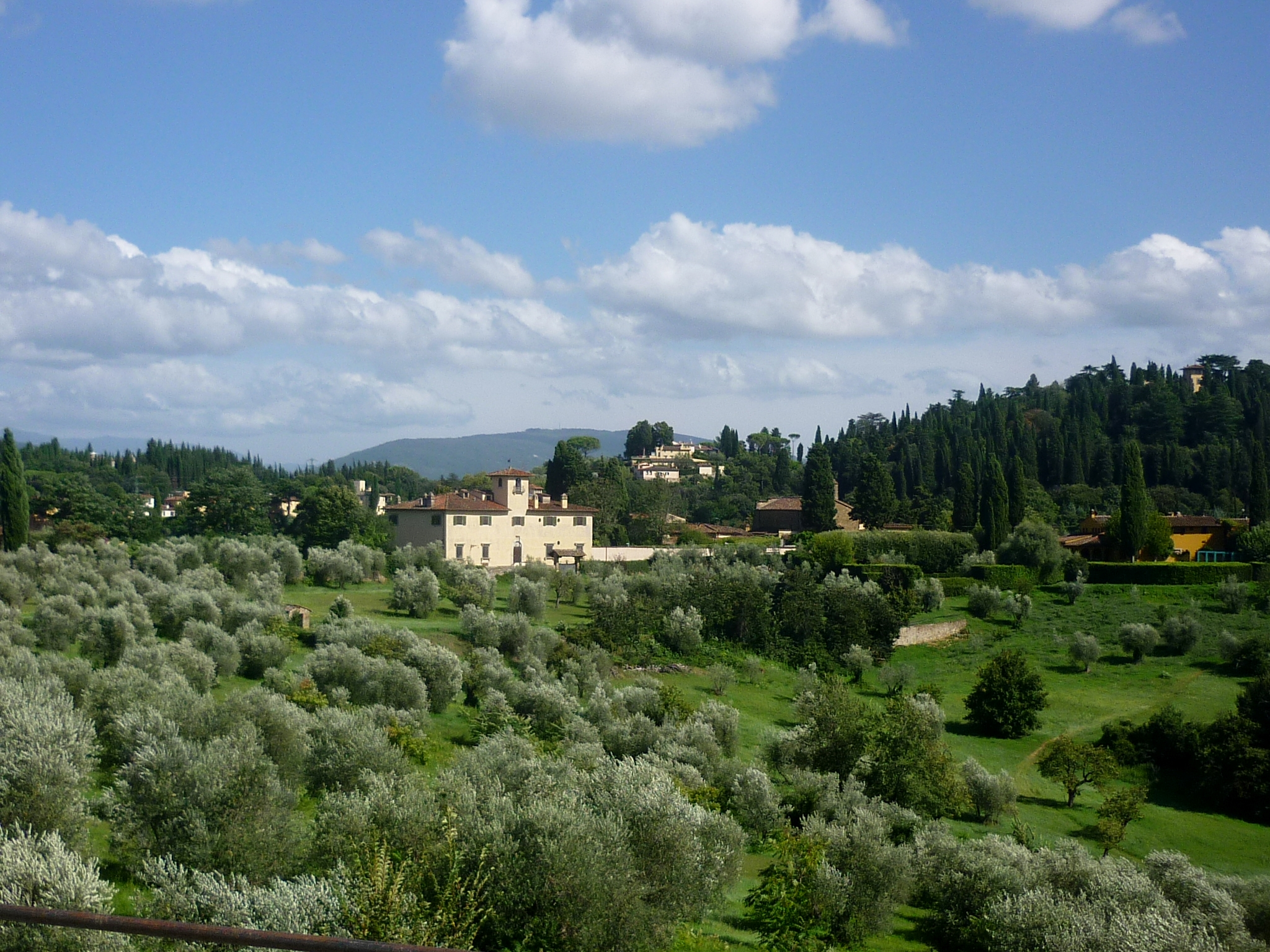
Chianti-Hügel bei Florenz

  - Tignano ist ein sehr sehenswertes Dorf mit einer kleinen Burg und mit Blick auf Barberino und Tavanelle Val d'Elsa
  - Linari ist ein Ortsteil von Barberino Val d’Elsa mit einer Burg, die noch restauriert wird
- Castellina in Chianti:
  - Sehenswert: Die Festung des Palazzo Ugolino und die Nekropolen eines etruskischen Hügelgrabes auf dem Monte Calvario
  - Castello di Fonterutoli, bereits im 12. Jahrhundert bekanntes Kastell. Besitzt heute ein Weingut
  - Castello di Grignano, bereits im 11. Jahrhundert erwähnte Burg
  - Castello di Monternano
  - Castello di Rencine, bereits im 11. Jahrhundert erwähnte Burg, das von Siena im Konflikt mit Florenz am 23. Juli 1478 zerstört wurde. Die naheliegende Villa di Rencine ist heute ein Weingut
- Castelnuovo Berardenga:
  - Im Ortsteil Vagliagli findet sich eines der ältesten Weingüter dieses Gebietes: Bereits im Jahr 1090 erhielten erste Winzer vom Kloster La Certosa di Pievescola Pachtland
  - Castell’in Villa, heutiges Weingut
  - Castello di Aiola, heutiges Weingut
  - Castello di Montalto in Chianti (auch Montalto Palmieri genannt), im 12. Jahrhundert entstandene Burg
  - Castello di Orgiale, am Anfang des 13. Jahrhunderts dokumentierte Burg
  - Castello di Selvole, im 11. Jahrhundert entstandene Burg. Heutiges Weingut
  - Certosa di Pontignano, heute im Besitz der Universität Siena
  - Monteaperti, Ortsteil und Ort der Schlacht von Montaperti
  - Parco Sculture del Chianti
  - Quercegrossa (Ortsteil)
  - San Gusmè (Ortsteil)
- Gaiole in Chianti:
  - Badia a Coltibuono, ehemaliges Kloster und heutiges Weingut
  - Castello di Barbischio (Ortsteil)
  - Castello di Brolio (Familiensitz der Ricasoli und Weingut)
  - Castello di Cacchiano, im 11. Jahrhundert durch die Ricasoli entstandene Burg, heutiges Weingut
  - Castello di Castagnoli, erstmals 1098 erwähnte Burg und heutiges Weingut
  - Castello di Monteluco a Lecchi (Lecchi in Chianti), bereits 998 dokumentierte Burg
  - Castello di Lucignano, bereits im 10. Jahrhundert erwähnte Burg
  - Castello di Meleto, am Anfang des 11. Jahrhunderts entstandene Burg, die heute ein Weingut ist
  - Castello di Montegrossi (auch Montegrossoli genannt). Burg, die erstmals 1172 von Florenz zerstört wurde. Nach Wiederaufbau 1530 von Karl V. angegriffen und zerstört worden. Heutige Burgruine.
  - Castello di San Donato in Perano, Burg aus dem 11. Jahrhundert. War von 1500 bis 1967 im Besitz der Strozzi. Heutiges Weingut.
  - Castello di San Giusto alle Monache (heute Castello di Rentennano genannt), ehemaliges Kloster und ab 1390 Burg der Ricasoli.
  - Castello di San Polo in Rosso, bereits 1070 dokumentierte Pieve, die später befestigt wurde. Heutiges Weingut.
  - Castello di Spaltenna, früheres Kloster aus dem 12. Jahrhundert.
  - Castello di Tornano, erstmals am 4. Juni 1203 dokumentierte Burg. Heute Hotel und Weingut.
  - Castello di Vertine, um 977 entstandene Burg, war später im Besitz der Ricasoli
- Greve in Chianti:
  - Eine der Hauptstädte des Chianti-Gebietes seit dem 13. Jahrhundert. Günstige Lage am Schnittpunkt zweier Straßen: Der Nord-Süd-Verbindung von Florenz nach Siena und der Ost-West-Verbindung zwischen dem Val d'Arno und dem Val d'Elsa. Weinmesse mit Vorstellung des neuen Chianti jeweils Mitte September auf der Piazza Matteotti (Rassegna del Chianti Classico). Dieser Platz ist dreieckig und von wunderschönen Arkaden umgeben, in denen man Geschäfte und Cafés/Restaurants findet.
  - Montefioralle (Ortsteil)
  - Montegonzi (Gemeinde Cavriglia): Wenn man direkt von der Piazza Mateotti in Greve in Chianti einen kleinen Wanderweg entlang geht, gelangt man zu der Vorgängersiedlung von Greve in Chianti. Leider ist nur ein Wohnhaus übrig geblieben, dafür entschädigt die schöne, unberührte Natur.
  - Convertoie: Ungefähr auf halber Strecke zum Ortsteil Dudda in Chianti kann man einen kleinen Weg mit einem schönen Panorama bergab wandern (siehe Bild Weg nach Convertoie).
- Poggibonsi:
  - Staggia Senese (Ortsteil mit Burg)
- Radda in Chianti
  - Die Piazza mit Rathaus, Loggien und Brunnen gehört zu den stimmungsvollen Plätzen des Chianti. Radda ist ein idealer Ausgangsort für Weinliebhaber, da es zentral im Herzen des Chianti classico liegt und die berühmtesten Weingüter sehr gut von hier erreichbar sind. In Radda wurde auch die historische Marke des Chianti Classico Weins (gallo nero) entwickelt und der Winzerbund im 19. Jahrhundert gegründet. Sehenswert sind auch die vielen kleinen Orte auf dem Gebiet der Gemeinde.
  - Castello di Albola, auch Castello d’Albola, bereits am 8. Juni 1010 schriftlich erwähnter Ort. Die Burg stammt aus dem 12. Jahrhundert. Heutiges Weingut.
  - Castello di Monterinaldi, etruskischer Herkunft, später Burg der Guidi. Heutiges Weingut.
  - Castello di Volpaia
- San Casciano in Val di Pesa verfügt noch über eine erhaltene Stadtmauer.
  - Mercatale in Val di Pesa in der Umgebung von San Casciano in Val di Pesa ist ein kleiner Ort mit einem mittelalterlichen Platz.
  - Die Villa Poggio Torselli liegt kurz vor San Casciano in Val di Pesa und verfügt über eine große Zypressenallee und ist sehenswert.
  - Le Corti, ein Schloss auf einem Hügel, verfügt über einen großen Park. Erreichen kann man dieses Schloss, wenn man die Straße nach Mercatale nimmt.
  - La via Collina (Hügelstraße): Die Via Collina beginnt bei der Hauptstraße nach Poggibonsi mit dem Castello di Bibbione und führt bis Montefiridolfi. Zu Fuß kann man die Aussicht besonders genießen.
  - Montepaldi: Die Wanderung von Montepaldi führt auch durch schöne Landschaft. Vorher kommt man an San Martino vorbei.
- Tavarnelle Val di Pesa:
  - Badia a Passignano, auch Abbazia di San Michele Arcangelo a Passignano genannt, Kloster aus dem 11. Jahrhundert.
  - Sambuca Val di Pesa: Historischer Ortskern am Fluss Pesa.